# 荏原警察署
荏原警察署（えばらけいさつしょ）は、警視庁が管轄する警察署の一つである。
警視庁第二方面に属し、品川区の西南部（旧荏原区）を管轄している。
署員数およそ260名、識別章所属表示はND。

## 所在地
- 東京都品川区荏原六丁目19番10号
  - 最寄駅：東急電鉄池上線荏原中延駅、目黒線西小山駅および大井町線旗の台駅

## 施設
- 代用監獄（留置場）

## 管轄区域
品川区
- 小山台一・二丁目（全域）
- 旗の台一・二・三・四・五・六丁目（全域）
- 平塚一・二・三丁目（全域）
- 中延一・二・三・四・五・六丁目（全域）
- 東中延一・二丁目（全域）
- 西中延一・二・三丁目（全域）
- 小山一丁目（一部を除く）、二・三・四・五・六・七丁目（一丁目の一部は大崎警察署の管轄）
- 荏原一丁目（一部を除く）、二・三・四・五・六・七丁目（一丁目の一部は大崎警察署の管轄）
- 戸越一丁目（25番から27番・29番の各一部、31番を除く）、二・三・四・五・六丁目（一丁目の25番から27番・29番の各一部、31番は品川警察署の管轄）
- 西品川一・二丁目の各一部（一丁目25番・26番、28番から30番、二丁目9番1号・2号、15号から22号。それ以外の地域は品川警察署の管轄）
- 豊町一丁目（2番の一部を除く）、二・三・四・五・六丁目（一丁目2番の一部は品川警察署の管轄）
- 二葉一丁目（21番・22番の各一部を除く）、二・三・四丁目（一丁目21番・22番の各一部は大井警察署の管轄）
- 大井二丁目（1番の一部。それ以外の地域は大井警察署の管轄）
- 西大井六丁目（1番。それ以外の地域は大井警察署の管轄）

## 沿革
- 1928年（昭和3年）9月1日：荏原警察署開設。大崎警察署より分離開設。
- 1985年（昭和60年）3月25日：現庁舎完成。

## 組織
- 警務課
- 交通課
- 警備課
- 地域課
- 刑事組織犯罪対策課
- 生活安全課

## 交番
- 平塚橋交番（品川区西中延一丁目3番24号）
- 武蔵小山交番（品川区小山三丁目27番6号）
- 江戸見坂交番（品川区荏原七丁目6番7号）
- 旗の台交番（品川区旗の台二丁目11番1号）
- 荏原中延駅前交番（品川区中延二丁目8番1号）
- 二葉町交番（品川区二葉二丁目1番12号）
- 戸越交番（品川区戸越三丁目9番17号）
- 源氏前交番（品川区中延六丁目4番9号）
- 豊町交番（品川区豊町五丁目1番1号）
- 宮前交番（品川区豊町二丁目1番15号）

### 廃止された交番
- 荏原町駅前交番（品川区中延五丁目2番1号）※2007年（平成19年）3月で旗の台交番に統合され廃止。現在は荏原町安心安全ステーションとなっているが、荏原警察署の公式サイトには記載されていない。

## 駐在所
- 洗足駐在所（品川区旗の台六丁目5番56号）